# AAC Wamira教練機
沃米拉教練機（英語：Wamira)是一款由澳大利亞飛機聯盟(AAC)為澳大利亞皇家空軍設計的渦輪螺旋槳教練機。該項目在第一個原型機完成前不久被取消。

## 澳大利亞飛機聯盟
AAC為霍克·德哈維蘭、聯邦飛機公司和政府飛機工廠當時澳洲規模最大的三間飛機製造商，為競標教練機方案而於1981年成立的合資企業。1985年霍克·德哈維蘭收購聯邦飛機公司，並買走了政府飛機工廠的股權，成為AAC唯一的擁有者。

## 發展
澳大利亞空軍於80年代提出採購69架教練機的標案，藉此AAC提出了A-10方案。並於1982年6月簽署合同，開始建造第一架原型機。
於此同時，AAC也推出A20方案進軍國際市場，並與威斯特蘭飛機公司簽署Template:備忘錄，創建合資企業負責歐洲市場。Wamira同時參與英國空軍新一代教練機的標案，並成功入選最後四款（分別還有PC-9、肖特巨嘴鳥教練機和NDN-1 爆竹教練機)。最終由肖特巨嘴鳥教練機得標。在這之後，Wamira因為嚴重的成本超支引起質疑。而後在澳洲的競標中(參加者除了上述的PC-9和肖特巨嘴鳥教練機，還有PC-7)，最終由PC-9雀屏中選。而A霍克·哈德維蘭也成為PC-9的合作製造商。2000年，政府將設計與相關權利售予Endeavour Aerospace，並將Wamira改名為鳳凰(英語：Phoenix)。而圖紙及相關紀錄都妥善保存至今。
機體現在存放在墨爾本西郊的一個飛機修復設施中。

## 型號
- A10:澳洲空軍方案，並排座椅
- A20:國際銷售方案，縱向座椅

## 外部連結
（页面存档备份，存于）